# Lukavac (okręg kolubarski)
Lukavac (cyr. Лукавац) – wieś w Serbii, w okręgu kolubarskim, w mieście Valjevo. W 2011 roku liczyła 850 mieszkańców.